# Find (DOS)
find（ファインド）は、DOS、OS/2、Microsoft Windowsのキャラクタユーザインタフェースのコマンドである。
ファイルの中から指定された文字列を検索する。検索結果は標準出力に送られる。
Unixの同名のコマンド find は、指定された文字列を「ファイル名に」含むファイルを検索するコマンドであり、DOSのコマンドでは dir /s に相当する。Unixで本コマンドに相当するのは grep である。

## 概要
find コマンドは、入力データストリームの中から指定された文字列を含む（または含まない）行を検索し、出力データストリームへ送るフィルタである。

## 文法
```
FIND [/V] [/C] [/N] [/I] "string" [[drive:][path]filename[...]]

```

引数:
- "string"  - 検索対象の文字列
- [drive:][path]filename - 検索するファイル（またはファイルパス）

フラグ:
- /V - 検索対象の文字列を「含まない」全ての行を表示
- /C - 検索対象の文字列を含む行の数のみ表示
- /N - 行数を表示
- /I - 大文字・小文字を同一視する

備考:
ファイルパス名が指定されない場合、プロンプトから入力された文字または他のコマンドからパイプされた文字から検索する。

## 例
```
find "keyword" < inputfilename >
 outputfilename

```